# 컴퍼스자리 은하
컴퍼스자리 은하(영어: Circinus Galaxy, ESO 97-G13)는 컴퍼스자리에 있는 어두운 세이퍼트 은하이다. 거리는 지구로부터 약 1,300만 광년이다. 이 은하는 활동적인 은하이므로 중심에 고리가 형성되어 있다. 고리는 두 가지로 되어 있는데, 바깥쪽 고리는 약 700광년까지, 안쪽 고리는 약 130광년까지 형성되어 있다. 컴퍼스자리 은하는 현재 소형 망원경으로 볼 수 있으나, 불과 25년 전까지만 해도 우리 은하에서 관측할 수 없는 부분에 위치하였다. 컴퍼스자리 은하는 어두운 세이퍼트 은하 제 2형이며, 가장 가까운 세이퍼트 은하이자 활동 은하이기도 하다.